# Solenostemma arghel
Solenostemma arghel är en oleanderväxtart som först beskrevs av Alire Raffeneau Delile, och fick sitt nu gällande namn av Friedrich Gottlob Hayne. Solenostemma arghel ingår i släktet Solenostemma och familjen oleanderväxter. Inga underarter finns listade i Catalogue of Life.